# 大阪航空測候所
大阪航空測候所（おおさかこうくうそっこうじょ）とは、大阪国際空港内にかつて設置されていた航空測候所。大阪国際空港周辺の空域気象予報・空港気象観測業務を行った。2017年（平成29年）3月23日より飛行場の予報業務を関西航空地方気象台に移管し、大阪航空気象観測所に改組された。

## 概要
関西国際空港の開港以降、大阪管区気象台の管内における航空気象業務の多くは関西国際空港内の関西航空地方気象台が行った。しかし大阪国際空港周辺の空域予報は、空港の規模を加味し、大阪国際空港の敷地内に航空測候所を置き独自に行った。組織上は測候所と同格であるが、関西航空地方気象台ではなく大阪管区気象台が直接監理を行った。
業務の合理化のため2017年（平成29年）3月23日より予報業務を関西航空気象台に移管し、観測業務のみを残して大阪航空気象観測所に改組された。

## 所在地
廃止直前の所在地は大阪府豊中市蛍池西町3-371。大阪航空局大阪空港事務所及び近畿地方整備局大阪港湾空港工事事務所と同じ庁舎に入った。